# Jordanka Belić
Pour les articles homonymes, voir Belić (homonymie).
Jordanka Belić (née Jordanka Mičić)  est une joueuse d'échecs serbe née le 12 janvier 1964 à Budoželja. Elle a le titre de grand maître international féminin depuis 2000.
Au 1er septembre 2022, Jordanka Belić est la sixième joueuse serbe avec un classement Elo de 2 270 points.

## Biographie et carrière
Née en RFS de Yougoslavie en 1964, elle a remporté le championnat féminin de la République fédérale de Yougoslavie d'échecs en 1990 et la même année le championnat open d'Allemagne disputé à Bad Neustadt an der Saale (sous le nom Jordanka Mičić).
Elle  a été affiliée à la Fédération allemande des échecs de juillet 1992 à 2009, puis à la fédération serbe depuis 2010.
Jordanka Belić a participé à quatre olympiades féminines : une fois avec la Yougoslavie en 1980 (sous le nom de Jordanka Mičić) et trois fois avec l'équipe d'Allemagne (au deuxième échiquier en 1994 et 1996, puis au troisième échiquier en 2002) ainsi qu'au championnats d'Europe par équipe féminine en 2003 (au deuxième échiquier).
Elle fut classée 38e joueuse mondial au classement mondial de la Fédération internationale des échecs en juillet 1994 (deuxième joueuse allemande). Son meilleur classement Elo a été de 2 389 points obtenu en juillet 2002.